# Dickie Valentine
Dickie Valentine (* 4. November 1929 in London; † 6. Mai 1971 in Wales; eigentlich Richard Bryce, nach anderen Quellen Richard Brice) war ein populärer britischer Sänger der 1950er Jahre. Er hatte in Großbritannien 1955 zwei Nummer-eins-Hits.

## Karriere
Valentine hatte unter seinem Geburtsnamen bereits als Kleinkind in mehreren Filmen mitgespielt. Er litt unter chronischem Asthma, doch er trainierte seine Stimme so weit, dass er sogar viele bekannte Sänger seiner Zeit imitieren konnte. Anfang der 1950er sang er in der Ted Heath Band. 1953 konnte er den ersten Charterfolg unter seinem eigenen Namen feiern, mit einer Version des Nummer-eins-Hits der Stargazers, Broken Wings. 1954 verließ er die Ted Heath Band und widmete sich ganz seiner Solokarriere. In seiner Bühnenshow imitierte er unter anderem Mario Lanza und Johnnie Ray.
Ende 1954 heiratete er seine Freundin Elizabeth Flynn, und viele rechneten damit, dass seine (überwiegend weiblichen) Fans ihn im Stich lassen würden und es mit seiner Karriere abwärtsgehen könnte. Doch 1955 wurde das Jahr, in dem Valentine seine größten Erfolge hatte. Im Januar stieg The Finger of Suspicion (das er mit den Stargazers aufgenommen hatte, die denselben Produzenten, Dick Rowe, hatten) auf die Nummer-eins-Position. Nach zwei weiteren Top-Ten-Hits schaffte es Valentines Weihnachtssong Christmas Alphabet, im Dezember, drei Wochen lang Bill Haleys Rock Around the Clock von der Spitze zu verdrängen. Es war – neben White Christmas – einer der ersten großen „Weihnachtshits“ in den britischen Charts.
Ab 1956 hatte er eine eigene Fernsehreihe, The Dickie Valentine Show, in der Peter Sellers sein Sketchpartner war. Sowohl 1956 (Christmas Island) als auch 1957 (Snowbound for Christmas) schaffte Valentine es erneut, im Dezember eine Weihnachtssingle in der britischen Hitparade zu platzieren.
Von den Lesern der Musikzeitschrift New Musical Express wurde er von 1952 bis 1957 sechs Jahre in Folge zum besten britischen Sänger gewählt. 1957 mietete er für das Jahrestreffen seines Fanclubs die Royal Albert Hall.
Seinen letzten Charthit hatte er 1959 mit One More Sunrise, einer englischsprachigen Version des deutschen Welthits Morgen von Ivo Robić. In den 1960er Jahren wurde es ruhiger um Dickie Valentine; er veröffentlichte weiter Schallplatten, aber mit nur mäßigem Erfolg. Er blieb jedoch ein beliebter Bühnenkünstler, bis er 1971 bei einem Autounfall ums Leben kam.